# Second Love 〜ただ一つの願いさえ〜
「Second Love 〜ただ一つの願いさえ〜」（セカンド ラブ ただひとつのねがいさえ）は、Loveの2枚目のシングル。2009年11月25日に発売。

## 概要
初回盤にDVDが付属。
表題曲「ただ一つの願いさえ」は、明治製菓の冬期限定チョコレート「Meltykiss」のCMソングに起用された。同商品のCMソングは、前年にEXILEの「Ti Amo」が起用されており、前年に引き続きLDHのアーティストが担当した。
ミュージックビデオにはモデルの有末麻祐子が出演している。

## 収録曲
1. ただ一つの願いさえ
(作詞：Sarari Matsubara, Kaori Moriwaka / 作曲：Kengo Minamida / 編曲：UTA (TinyVoice, Production))
2. Go Your Way
(作詞：YUKALI & Akifumi Shiota / 作曲：MANABOON & YUKALI)
3. コエヲキカセテ
(作詞：Love / 作曲：Nanami / 編曲：YANAGIMAN)
4. ただ一つの願いさえ (Instrumental)
5. Go Your Way (Instrumental)
6. コエヲキカセテ (Instrumental)